# Fernando Alvarado Tezozómoc
Pour l’article homonyme, voir Tezozomoc pour le tlatoani tépanèque.
Fernando ou Hernando (de) Alvarado Tezozómoc (vers 1525-1530 - après 1609) était  un chroniqueur indigène mexicain. Il était l'arrière-petit-fils de l'empereur aztèque Axayacatl par son père et le petit-fils de Moctezuma II par sa mère.

## Biographie
Les quelques renseignements sur sa vie proviennent principalement de sa propre œuvre. On se perd en conjectures sur sa date de naissance. Fils de Diego Huanitzin, seigneur de Hecatepec, il fit sans doute des études au collège de Santa Cruz de Tlatelolco. Il fut l'interprète officiel de l'Audience royale de Mexico.

## Publications
Il est l'auteur d'une Crónica mexicana en espagnol en 1598 et d'une Crónica mexicayotl en nahuatl en 1609.

### Crónica mexicana
La Crónica mexicana comporte 110 chapitres divisés en trois sections : la première traite des origines des Mexica, de leur migration et des origines de Tenochtitlán; la seconde des débuts de l'histoire de la ville et de la guerre contre Azcapotzalco; la troisième est une chronique des conquêtes aztèques. Comme Diego Durán, Tezozómoc s'inspire d'un ouvrage perdu, appelé Chronique X par Robert Barlow.

## Généalogie
|                            |                            |                            |                            |                                                                 |                                                                 | Huehue Tezozomoctli                                             | Huehue Tezozomoctli                                             | Huehue Tezozomoctli                                             | Huehue Tezozomoctli                                             | Huehue Tezozomoctli           | Huehue Tezozomoctli           |                   |                   |                                    |  |  |  | Chimalpilli I Roi d’Ecatepec | Chimalpilli I Roi d’Ecatepec | Chimalpilli I Roi d’Ecatepec     | Chimalpilli I Roi d’Ecatepec     | Chimalpilli I Roi d’Ecatepec     | Chimalpilli I Roi d’Ecatepec     |                                  |                                  |                             |                             |                                    |                                    |                                    |                                    |                                    |                                    |  |  |  |  |  |  |  |  |  |  |  |  |
|                            |                            |                            |                            |                                                                 |                                                                 | Huehue Tezozomoctli                                             | Huehue Tezozomoctli                                             | Huehue Tezozomoctli                                             | Huehue Tezozomoctli                                             | Huehue Tezozomoctli           | Huehue Tezozomoctli           |                   |                   |                                    |  |  |  | Chimalpilli I Roi d’Ecatepec | Chimalpilli I Roi d’Ecatepec | Chimalpilli I Roi d’Ecatepec     | Chimalpilli I Roi d’Ecatepec     | Chimalpilli I Roi d’Ecatepec     | Chimalpilli I Roi d’Ecatepec     |                                  |                                  |                             |                             |                                    |                                    |                                    |                                    |                                    |                                    |  |  |  |  |  |  |  |  |  |  |  |  |
|                            |                            |                            |                            |                                                                 |                                                                 | Axayacatl Roi de Tenochtitlan                                   | Axayacatl Roi de Tenochtitlan                                   | Axayacatl Roi de Tenochtitlan                                   | Axayacatl Roi de Tenochtitlan                                   | Axayacatl Roi de Tenochtitlan | Axayacatl Roi de Tenochtitlan |                   |                   |                                    |  |  |  | Matlaccoatzin Roi d’Ecatepec | Matlaccoatzin Roi d’Ecatepec | Matlaccoatzin Roi d’Ecatepec     | Matlaccoatzin Roi d’Ecatepec     | Matlaccoatzin Roi d’Ecatepec     | Matlaccoatzin Roi d’Ecatepec     |                                  |                                  |                             |                             |                                    |                                    |                                    |                                    |                                    |                                    |  |  |  |  |  |  |  |  |  |  |  |  |
|                            |                            |                            |                            |                                                                 |                                                                 | Axayacatl Roi de Tenochtitlan                                   | Axayacatl Roi de Tenochtitlan                                   | Axayacatl Roi de Tenochtitlan                                   | Axayacatl Roi de Tenochtitlan                                   | Axayacatl Roi de Tenochtitlan | Axayacatl Roi de Tenochtitlan |                   |                   |                                    |  |  |  | Matlaccoatzin Roi d’Ecatepec | Matlaccoatzin Roi d’Ecatepec | Matlaccoatzin Roi d’Ecatepec     | Matlaccoatzin Roi d’Ecatepec     | Matlaccoatzin Roi d’Ecatepec     | Matlaccoatzin Roi d’Ecatepec     |                                  |                                  |                             |                             |                                    |                                    |                                    |                                    |                                    |                                    |  |  |  |  |  |  |  |  |  |  |  |  |
|                            |                            |                            |                            |                                                                 |                                                                 |                                                                 |                                                                 |                                                                 |                                                                 |                               |                               |                   |                   |                                    |  |  |  |                              |                              |                                  |                                  |                                  |                                  |                                  |                                  |                             |                             |                                    |                                    |                                    |                                    |                                    |                                    |  |  |  |  |  |  |  |  |  |  |  |  |
|                            |                            |                            |                            |                                                                 |                                                                 |                                                                 |                                                                 |                                                                 |                                                                 |                               |                               |                   |                   |                                    |  |  |  |                              |                              |                                  |                                  |                                  |                                  |                                  |                                  |                             |                             |                                    |                                    |                                    |                                    |                                    |                                    |  |  |  |  |  |  |  |  |  |  |  |  |
|                            |                            |                            |                            |                                                                 |                                                                 |                                                                 |                                                                 |                                                                 |                                                                 |                               |                               |                   |                   |                                    |  |  |  |                              |                              |                                  |                                  |                                  |                                  |                                  |                                  |                             |                             |                                    |                                    |                                    |                                    |                                    |                                    |  |  |  |  |  |  |  |  |  |  |  |  |
| Tezozomoctli Acolnahuacatl | Tezozomoctli Acolnahuacatl | Tezozomoctli Acolnahuacatl | Tezozomoctli Acolnahuacatl | Tezozomoctli Acolnahuacatl                                      | Tezozomoctli Acolnahuacatl                                      |                                                                 |                                                                 | Tlacuilolxochtzin                                               | Tlacuilolxochtzin                                               | Tlacuilolxochtzin             | Tlacuilolxochtzin             | Tlacuilolxochtzin | Tlacuilolxochtzin |                                    |  |  |  |                              |                              | Moctezuma II Roi de Tenochtitlan | Moctezuma II Roi de Tenochtitlan | Moctezuma II Roi de Tenochtitlan | Moctezuma II Roi de Tenochtitlan | Moctezuma II Roi de Tenochtitlan | Moctezuma II Roi de Tenochtitlan |                             |                             | Tlapalizquixochtzin Roi d’Ecatepec | Tlapalizquixochtzin Roi d’Ecatepec | Tlapalizquixochtzin Roi d’Ecatepec | Tlapalizquixochtzin Roi d’Ecatepec | Tlapalizquixochtzin Roi d’Ecatepec | Tlapalizquixochtzin Roi d’Ecatepec |  |  |  |  |  |  |  |  |  |  |  |  |
| Tezozomoctli Acolnahuacatl | Tezozomoctli Acolnahuacatl | Tezozomoctli Acolnahuacatl | Tezozomoctli Acolnahuacatl | Tezozomoctli Acolnahuacatl                                      | Tezozomoctli Acolnahuacatl                                      |                                                                 |                                                                 | Tlacuilolxochtzin                                               | Tlacuilolxochtzin                                               | Tlacuilolxochtzin             | Tlacuilolxochtzin             | Tlacuilolxochtzin | Tlacuilolxochtzin |                                    |  |  |  |                              |                              | Moctezuma II Roi de Tenochtitlan | Moctezuma II Roi de Tenochtitlan | Moctezuma II Roi de Tenochtitlan | Moctezuma II Roi de Tenochtitlan | Moctezuma II Roi de Tenochtitlan | Moctezuma II Roi de Tenochtitlan |                             |                             | Tlapalizquixochtzin Roi d’Ecatepec | Tlapalizquixochtzin Roi d’Ecatepec | Tlapalizquixochtzin Roi d’Ecatepec | Tlapalizquixochtzin Roi d’Ecatepec | Tlapalizquixochtzin Roi d’Ecatepec | Tlapalizquixochtzin Roi d’Ecatepec |  |  |  |  |  |  |  |  |  |  |  |  |
|                            |                            |                            |                            |                                                                 |                                                                 |                                                                 |                                                                 |                                                                 |                                                                 |                               |                               |                   |                   |                                    |  |  |  |                              |                              |                                  |                                  |                                  |                                  |                                  |                                  |                             |                             |                                    |                                    |                                    |                                    |                                    |                                    |  |  |  |  |  |  |  |  |  |  |  |  |
|                            |                            |                            |                            | Don Diego de Alvarado Huanitzin Roi de Ecatepec et Tenochtitlan | Don Diego de Alvarado Huanitzin Roi de Ecatepec et Tenochtitlan | Don Diego de Alvarado Huanitzin Roi de Ecatepec et Tenochtitlan | Don Diego de Alvarado Huanitzin Roi de Ecatepec et Tenochtitlan | Don Diego de Alvarado Huanitzin Roi de Ecatepec et Tenochtitlan | Don Diego de Alvarado Huanitzin Roi de Ecatepec et Tenochtitlan |                               |                               |                   |                   |                                    |  |  |  |                              |                              |                                  |                                  |                                  |                                  | Doña Francisca de Moctezuma      | Doña Francisca de Moctezuma      | Doña Francisca de Moctezuma | Doña Francisca de Moctezuma | Doña Francisca de Moctezuma        | Doña Francisca de Moctezuma        |                                    |                                    |                                    |                                    |  |  |  |  |  |  |  |  |  |  |  |  |
|                            |                            |                            |                            | Don Diego de Alvarado Huanitzin Roi de Ecatepec et Tenochtitlan | Don Diego de Alvarado Huanitzin Roi de Ecatepec et Tenochtitlan | Don Diego de Alvarado Huanitzin Roi de Ecatepec et Tenochtitlan | Don Diego de Alvarado Huanitzin Roi de Ecatepec et Tenochtitlan | Don Diego de Alvarado Huanitzin Roi de Ecatepec et Tenochtitlan | Don Diego de Alvarado Huanitzin Roi de Ecatepec et Tenochtitlan |                               |                               |                   |                   |                                    |  |  |  |                              |                              |                                  |                                  |                                  |                                  | Doña Francisca de Moctezuma      | Doña Francisca de Moctezuma      | Doña Francisca de Moctezuma | Doña Francisca de Moctezuma | Doña Francisca de Moctezuma        | Doña Francisca de Moctezuma        |                                    |                                    |                                    |                                    |  |  |  |  |  |  |  |  |  |  |  |  |
|                            |                            |                            |                            |                                                                 |                                                                 |                                                                 |                                                                 |                                                                 |                                                                 |                               |                               |                   |                   |                                    |  |  |  |                              |                              |                                  |                                  |                                  |                                  |                                  |                                  |                             |                             |                                    |                                    |                                    |                                    |                                    |                                    |  |  |  |  |  |  |  |  |  |  |  |  |
|                            |                            |                            |                            |                                                                 |                                                                 |                                                                 |                                                                 |                                                                 |                                                                 |                               |                               |                   |                   | Don Hernando de Alvarado Tezozomoc |  |  |  |                              |                              |                                  |                                  |                                  |                                  |                                  |                                  |                             |                             |                                    |                                    |                                    |                                    |                                    |                                    |  |  |  |  |  |  |  |  |  |  |  |  |

## Syncrétisme
Tezozómoc est le produit du métissage culturel qui s'opère dans l'Amérique espagnole du XVIe siècle : comme la plupart des aristocrates aztèques, il a embrassé la religion chrétienne et collaboré avec l'administration coloniale. À la fin du siècle, l'influence de l'aristocratie indigène décline et Tezozómoc éprouve le besoin de réaffirmer la grandeur de ses ancêtres :
«Jamais ne se perdra, jamais ne s'oubliera ce qu'ils vinrent faire, ce qui est écrit dans le livre peint, leur renom, leur mémoire, leur histoire. ainsi dans le futur jamais son histoire ne périra, jamais elle ne s'oubliera. Nous leurs fils, leurs petits-fils, leurs frères, leurs arrière-petits-fils, leurs arrière-arrière-petits-fils, leurs descendants, nous qui avons leur sang et leur couleur, nous la garderons toujours. Maintenant nous allons le dire, nous allons le communiquer à ceux qui naîtront, les fils des Mexicains, les fils de Tenochcas. Vous Mexicains, vous apprendrez comment naquit la grande ville de Mexico Tenochtitlan, la grande ville renommée, celle qui est au milieu de l'eau, au milieu des joncs, au milieu des roseaux, là où nous vivons, sommes nés.» (Crónica mexicayotl)